# Darevskia saxicola
Espèce
Synonymes
- Lacerta saxicola Eversmann, 1834

Statut de conservation UICN

 LC  : Préoccupation mineure
Darevskia saxicola est une espèce de sauriens de la famille des Lacertidae.

## Répartition
Cette espèce est endémique du Sud de la Russie. Elle se rencontre en Kabardino-Balkarie, en Karatchaïévo-Tcherkessie et dans le kraï de Stavropol jusqu'à au moins 2 200 m,,.

## Étymologie
Le nom spécifique, saxicola, vient du latin saxum, rocher, pierre, et colere, qui habite.

## Taxinomie
Les sous-espèces Darevskia saxicola lindholmi et Darevskia saxicola brauneri ont été élevées au rang d'espèce.

## Publication originale
- Eversmann, 1834 : Lacertae Imperii Rossici variis in itineribus meis observatae. Nouveaux mémoires de la Société impériale des naturalistes de Moscou, vol. 3, p. 337-372 (texte intégral).